# Vestido tomara que caia
Um vestido tomara que caia ou top é uma peça de roupa que se mantém na parte superior do corpo, sem alças ou outros meios de suporte visíveis. Geralmente é sustentado por um espartilho e/ou sutiã interno, sendo que o aperto do corpete evita que o vestido escorregue e saia de posição. 